# Agrostocrinum scabrum
Agrostocrinum scabrum är en grästrädsväxtart som först beskrevs av Robert Brown, och fick sitt nu gällande namn av Henri Ernest Baillon. Agrostocrinum scabrum ingår i släktet Agrostocrinum och familjen grästrädsväxter.

## Underarter
Arten delas in i följande underarter:
- A. s. littorale
- A. s. scabrum